# Homalopsycha rapida
Homalopsycha rapida är en fjärilsart som beskrevs av Edward Meyrick 1909. Homalopsycha rapida ingår i släktet Homalopsycha och familjen äkta malar. Inga underarter finns listade i Catalogue of Life.